# IC 4703
IC 4703是一個瀰漫性的發射星雲或伴隨著M16的電離氫區，它實際上是個恆星的集團。它是圍繞著M16的星雲區域，這兩個天體構成了鷹星雲。在巨蛇座的尾部，它們相對的顯得明亮。這個區域包含了一些如詩如畫的柱列，是距離7,000光年的活躍恆星形成區。它的視星等大約是8等，其中的星團是迪·夏西亞科斯發現的，但是梅西耶在稍晚又再發現它，並且標記了它有個明顯但外觀模糊不清的星雲。估計這個星團的年齡是550萬年，而星雲應更為老些。這個星雲大小約55 X 70光年，鷹星雲位於銀河系的人馬臂。